# Optička mamografija
Optička mamografija je minimalno invazivna dijagnostička metoda pregleda obe dojke aparatom koji emituje infracrvene zrake i pod čijom svetlošću se može videti postojanje eventualnih patoloških promena. Kako u toku pregleda pacijentica nije izložena jonizujućem zračenju, metoda nije štetna i bolna, pa se preporučuje kao preventivni pregled. U tom smislu pregled ovom metodom treba shvatiti isključivo kao  preventivni, jer on omogućava samo razlikovanja normalnog od  patološko tkiva dojke okom, i nije zamena za konačni dijagnostički snimak dojki nativnom mamografijom, MR mamografijom, scintigrafskom mamografijom ili digitalnom mamografijom.

## Istorija
Područje razvoja biomedicinske optike, kao i upotreba svetla u medicini, datira od prve polovine  20. veka  kada ova oblast beleži stalni rast u odnosu na prethodne decenije, kada je razvoj neinvazivnog medicinskog optičkog snimanje  (MOI)  zasnovano na primeni neškodljive infracrvene svetlost (NIR).  
Prvo Optičko društvo (OSA) osnovano je 1916. godine, kao vodeća profesionalna organizacija za naučnike, inženjere, studente i poslovne lidere koji pokreću otkrića, oblikuju aplikacije u stvarnom životu i ubrzavaju dostignuća u nauci o svetlu. Tako je vremenom u  okviru društva razvijala i biomedicinska optika, koja je započela svoja istraživanja medicinskim optičkim snimanjima  dojki, u cilju pronalaženja sigurnije, a možda i efikasnije, alternative tradicionalnom rendgenskoj (invazivnoj) mamografiji.
Godine 1929. Max Cutler je prvi prijavio sposobnost razlikovanja normalnog i patološko tkivo dojke okom, uz pomoć električne lampe za transiluminaciju dojke u zamračenoj sobi. 
Tokom godina, tehniku nazvanu dijafanografija  (eng.  diaphanography), poboljšali su neki istraživači koristeći osetljivije optički detektore i izvore infracrvene svetlost koji su omogućavali veći prenos snopa svetlosto kroz grudi. 
Međutim, visoko  rasipanje  svetlosti zbog optička svojstva tkiva dojke koji ozbiljno zamagljuje izgled  slike dobijene dijafanografijom, i ograničeniq prostorna rezolucije od oko 2 cm,kao i lošija i niska osetljivost rezultata dobijenih kliničkih ispitivanja. učinila je da dijafanografija osamdesetih godina 20. veka postaane ograničavajući faktor za prihvatanje ove metode kao klinički održivog modaliteta.
Tehnološki napredak postignut poslednjih godina, posebno u konstrukciji impulsnih lasera i ultra brzih detektora ponovo je u 21. veku oživeo interesovanje za primenu medicinskog optičkog snimanja.  Sposobnost osvetljavanja dojke sa pikosekundnim impulsima infracrvene laserska svjetlost i merenje vremenske distribucija prenesenih fotona, poznato kao širenje vremenske  tačke funkcija (TPSF), omogućilo je novi ovoga puta  bolji pristup primeni  medicinskog  optičkog snimanja.
Trombergova istraživačka grupa započela je krajem 1990-ih. sa primenom Trombergov uređaja koji je  je koristio laserske diode (višestrukih talasnih dužina) i lavinske fotodiode (kao detektore) za dobijanje FD-bazirane optičke spektroskopske informacije iz tkiva dojke i upoređivanja optičkih svojstava normalne dojke sa benignim lezijama. Rezultati su pokazali razlike u optičkim svojstvima tkiva na osnovu starosti subjekta, veličine tumora i tumorske patologije. Na osnovu izmerenih razlika u koeficijentima apsorpcije između obolelog (tumorskog) i normalnog tkiva dojke, uređaj je otkrivao prisustvo lezije u in vivo tkivu dojke kod ljudi.
Sedilo je ptom otkriće drugog optičkog uređaja na bazi FD koji je razvio Zhu i njegova grupa na University of Connecticut.61,87,114 Za razliku od drugih ručnih optičkih uređaja, Zhuov uređaj je izvodio multimodalnu optičku i numeričku sliku kako bi omogućio 3D difuzno optičko tomografsko snimanje dojke. Ovaj uređaj je mogao da prikaže  benigne i maligne lezije na grudima kod ljudi.
U nedavno predstavljenoj studiji (2018), istraživači sa Politehničkog univerziteta u Milanu postigli su napredak u razvoju instrumenata koji povećava osetljivost optičke mamografije do hiljadu puta. Rezultati su predstavljeni 4. aprila 2018. na sastanku OSA Biophotonics Kongresa održanom u Hollivudu na Floridi. Istraživači su izveli preliminarne eksperimente sa 32 čvrsta fantoma koji su pokrivali širok spektar svojstava apsorpcije i rasipanja, otkrivajući da novi lanac detekcije povećava optičku osetljivost do faktora 1.000. Ohrabrujući rezultati su ovu grupu istraživača potstakli da planiraju studije na ljudima kako bi testirali performanse optičkih instrumenta u stvarnim kliničkim uslovima.

## Namena i značaj metode
Optička mamografija se upotrebljava ne kao zasabna dijagnostička metoda, već isključivo, kao preventivna metodaa ili u kombinaciji sa rendgenskim zracima za dijagnostiku ili praćenje slučajevi koji zahtevaju ponovljeno snimanje tokom koga se time izbegava primena velike količine jonizujućeg zračenja.
Iako je rendgenska mamografija široko rasprostranjena i još uvek je preporučena metoda za rutinske preglede, njena upotreba je ograničena uzrastom, težinom ili indeksom telesne mase pacijenta, samim tkivom dojke, da li se koristi hormonska nadomjesna terapija ili ne problemi. Pored toga, njegova tačnost - naročito kada se koristi kod mlađih žena - dovedena je u pitanje. Druge tehnike snimanja, kao što su MRI i ultrazvuk, ponekad se predlažu, ali ni jedna od njih nije efikasna zamena za rendgensku mamografiju.
U 2017. godini procijenjeno je 252.710 novih slučajeva invazivnog raka dojke kod žena, dok je
2.470 slučajeva  dijagnostikovano kod muškaraca. Mnoge od ovih dijagnoza su napravljene rendgenskom mamografijom. Kako je standardno i široko korišćeno, rendgensko snimanje rak dojke vezana za nisku osjetljivost (50-75%) i primenu jonizirajućeg zračenja, ono se ne može smatrati potpuno sigurnim, pa je neophodno dijagnostiku raka dojke proširiti i primenom i drugih dijagnostičkih metoda poput optićke mamografije, pre sveg primenom sve osjetljivijih, novih instrumenta, robustnijih i jeftinijih.
Optičke metode snimanja, s druge strane, privlače sve veći interes za dijagnozu karcinoma dojke, jer su i vidljiva i infracrvena svetla vrlo osjetljive na sastav tkiva. Tumori se odlikuju visokim volumenom krvi zbog povećane vaskularizacije koja se javlja kako tumori rastu. 
Optička mamografija  se može koristiti i za merenje volumena krvi, oksigenacije, sadržaja lipida, vode i kolagena za sumnjivo područje utvrđeno standardnim rendgenskim snimanjem. Merenja kolagena su posebno važna jer je poznato da je ova vrsta uključena u nastanak i progresiju raka dojke.

## Opis metode
Optička mamografija (OM), namenjna za skrining, diagnozu, i prognozu promena u dojci koristi infracrveno svetlo (650–900 nm) uz pomoć koga meri razliku u koeficijentima apsorpcije i raspršenja u različitim tkivima dojke. 
Metoda OM je neinvaziva nejonizujuća (neradioktivna) relativno jeftina metoda, koja se može obaviti lako prenosivim uređajem u jako kratkom vreme snimanja (<1 minut) Daje dobar kontrast (funkcionalnih informacija).
Tipična, dijafanografska slika dojke je zapravo prikaz kancerogenog  tumora u tkivu dojke, kao tamnog regionai. Tamna slika ovog regiona najverovatnije nastaje zbog većeg  slabljenjenja infracrvene svetlost  pri njenom prolazu  kroz hipervaskularizovanu strukturu  tumora, u odnosu na zdravo tkivo dojke.
Uređaji za optičku mamografiju sastoje se od više laserskih izvora i detektora koji prikupljaju informacije o optičkim svojstvima tkiva dojke. Tehnika meri volumen krvi i oksigenaciju, kao i sadržaj lipida, vode i kolagena.
Novi instrument zamenjuje dve fotomultiplikacijske cevi sa detekcionim lancem zasnovanim na novijoj tehnologiji čvrstog stanja. Sonda je sastavljena od osam silikonskih fotomultiplipera - matrice od stotinu do hiljada ćelija od kojih svaka ima detektor brojanja sa jednim fotonom - postavljen u kvadratnom uzorku koji se nalazi u blizini kompresione ploče. Dobijeni uređaj ima povećanu osjetljivost, pruža robusnije podatke i jeftiniji je za proizvodnju.

## Dobre i loše strane
Optička mamografija koristi snop infracrvenog svetlo umesto rendgenskih zraka za ispitivanje tkiva dojke i razvija se kao alternativa tradicionalnoj mamografiji. 
Prednosti
Ova relativno nova tehnika ima određene prednosti, kao što je 
- nedostatak štetnog jonizujućeg zračenja i
- primena samo blagog pritiska na grudi, a ne jake kompresije kao u oštrom kontrastu sa standardnom tehnikom za rendgensko snimanje. U stvari, kompresija dojke ima tendenciju da smanji volumen krvi u tkivu, što bi ometalo optičku mamografiju, tako da su neki trodimenzionalni OM detektori koji se razvijaju uopšte ne koriste kompresiju, već radije okružuju tkivo dojke prstenom izvora svetlosti i detektorom.

Nedostaci
Jedan od glavnih nedostataka slike dobijene optičkom mamografijom je loša prostorna rezolucija koja je do sada postignuta. Visoko raspršeni signal ograničava dubinu snimanja a prostorna rezolucija i je ograničena kada se koriste optička vlakna.
Kako su tumori raka dojke veći od 1 cm veoma opasni i najverovatnije dovode do smrti, uspešna tehnika skrininga mora biti u stanju da pravovremeno otkrije i manje lezije. Ovo ostaje problem sa optičkom mamografijom kao samostalnom tehnikom. Međutim kombinovanjem optičke mamografijom sa drugim metodama prikazivanja dobijaju se obećavajući rezultati.
U tom smislu pregled ovom metodom, za sada, treba shvatiti isključivo kao preventivni, jer on omogućava razlikovanja normalnog od patološko tkiva dojke okom,  nije zamena za konačni dijagnostički snimak dojki nativnom mamografijom, MR mamografijom, Scinti mamografijom ili digitalnom mamografijom.

## Literatura
- Cutler, M. (1929). „Transillumination as an aid in the diagnosis of breast lesions”. Surg Gynecol Obstet. 6: 721—729.
- Monsees, B.; Destouet, J. M.; Gersell, D. (1987). „Light scan evaluation of nonpalpable breast lesions”. Radiology. 163 (2): 467—470. PMID 3031728. doi:10.1148/radiology.163.2.3031728., 1987.
- Hebden JC, Hall DJ, Delpy DT. (1995). „The spatial resolution performance of atime-resolved optical imaging system using temporal extrapolation.”. Med Phys. 22 (2): 201—208. Bibcode:1995MedPh..22..201H. PMID 7565351. doi:10.1118/1.597457., 1995.
- Colak, S. B.; Papaioannou, D. G.; 't Hooft, G. W.; Van Der Mark, M. B.; Schomberg, H.; Paasschens, J. C.; Melissen, J. B.; Van Asten, N. A. (1997). „Tomographic image reconstruction from optical projections in light-diffusing media”. Appl Opt. 36 (1): 180—213. Bibcode:1997ApOpt..36..180C. PMID 18250660. doi:10.1364/AO.36.000180., 1997.
- Schweiger, M.; Arridge, S. R.; Delpy DT. (1993). „Application of the finite-element method for the forward and inverse models in optical tomography.”. J Math Imag Vis. 3 (3): 263—283. Bibcode:1993JMIV....3..263S. doi:10.1007/BF01248356., 1993.
- Fantini S, Francheschini MA, Gaida G, et al: Frequency-domain optical mammography:ge effect corrections, ур. (1996). „Frequency-domain optical mammography: Edge effect corrections”. Med Phys. 23 (1): 149—157. Bibcode:1996MedPh..23..149F. PMID 8700026. doi:10.1118/1.597696., 1996.

## Spoljašnje veze
- New Advance in Instrumentation for Optical Mammography — Bioengineering Today, 12. april 2018. (језик: енглески)
- Diagnosing Breast Cancer Using Red Light New Design Vastly Improves Sensitivity of Optical Mammography Instruments — 2019 The Optical Society (језик: енглески)

|  | Molimo Vas, obratite pažnju na važno upozorenje u vezi sa temama iz oblasti medicine (zdravlja). |